# Cristine Mérienne
Christine Mérienne, dite Cristine, née à Paris, est une harpiste française, compositrice et chanteuse.

## Biographie
Christine Mérienne est d'origine provençale par son père et allemande par sa mère.
Prix d'Excellence et lauréate de concours internationaux de harpe celtique, elle commence sa carrière en 1994 en créant le duo Sedrenn, avec la harpiste grecque Elisa Vellia, qui a édité deux disques, Chemin faisant... en 1996, et De l'autre côté en 1999 (disponibles chez Keltia Musique). Leur style original, de chant accompagné de deux harpes, inspiré de la harpe celtique, du jazz et de musique populaire est léger et plein de fraîcheur[réf. nécessaire]. Sedrenn tournera en France, Europe et Asie jusqu'en 2003.
En 2004 Cristine Mérienne est primée par la Sacem pour une chanson originale "les Chaussures", et par le Centre de la Chanson (Grand Prix Vive la Reprise). Son premier album : Cristine "Les Chaussures" sort en 2007, le deuxième, "Hors-Piste" (dont la jaquette est dessinée par Martin Veyron) sort en avril 2010.
Cristine Mérienne est également auteur de théâtre, la pièce "Cornichons à la Russe" est créée en 2010 au théâtre de l'Archipel à Fouesnant (Finistère). Elle raconte avec humour et tendresse l'histoire d'une femme confrontée à la douloureuse tâche de vider l'appartement de sa mère décédée.
En 2011 elle sort un album harpe et voix solo, "Madame est dans le jardin". Elle crée en 2012 avec la comédienne Sabine Corre-Séruzier un spectacle tout public autour de l'œuvre poétique et cinématographique de Jacques Prévert, "Soyez polis !"
En 2015 elle fonde avec 3 harpistes bretons le Collectif ARP. Nikolaz Cadoret, Alice Soria-Cadoret et Clotilde Trouillaud et Cristine Merienne se rassemblent sur scène avec Tristan Le Govic pour un hommage à la compositrice Kristen Noguès : DIriaou (2018).
Ce collectif portera également la création du spectacle Ulyssia, un oratorio rock à base de harpes électriques, avec le groupe Jeanjeanne.
En 2018 Cristine est sollicitée par Très-tôt-théâtre pour créer un spectacle jeune public. La note rouge est une coproduction JM-France et Très-tôt-Théâtre.

## Albums
- Madame est dans le jardin (2011 - label Les Viveurs)
- Hors piste (2009 - label Les Viveurs)
- Les Chaussures (2007 - label Treesmusic)
- 2016 Maryann's garden (prod. Collectif ARP / Coop Breizh)
- 2016 Jeanjeanne (prod Les viveurs)
- 2020 La note rouge (livre-CD pour enfants)